# Правило Лопиталя
Теорема Лопита́ля (также правило Бернулли — Лопиталя) — метод нахождения пределов функций, раскрывающий неопределённости вида {\displaystyle 0/0} и {\displaystyle \infty /\infty }. Обосновывающая метод теорема утверждает, что при некоторых условиях предел отношения функций равен пределу отношения их производных.

## Точная формулировка
Теорема Лопиталя:
Если: {\displaystyle f(x),\,g(x)} — действительнозначные функции, дифференцируемые в проколотой окрестности {\displaystyle U} точки {\displaystyle a}, где {\displaystyle a} — действительное число или один из символов {\displaystyle +\infty ,-\infty ,\infty }, причём
1. {\displaystyle \lim _{x\to a}{f(x)}=\lim _{x\to a}{g(x)}=0} или {\displaystyle \infty };
2. {\displaystyle g'(x)\neq 0} в {\displaystyle U};
3. существует {\displaystyle \lim \limits _{x\to a}{\frac {f'(x)}{g'(x)}}};

тогда существует {\displaystyle \lim \limits _{x\to a}{\frac {f(x)}{g(x)}}=\lim \limits _{x\to a}{\frac {f'(x)}{g'(x)}}}.
Пределы также могут быть односторонними.

## История
Способ раскрытия такого рода неопределённостей был опубликован в учебнике «Analyse des Inﬁniment Petits» 1696 года за авторством Гийома Лопиталя. Метод был сообщён Лопиталю в письме его первооткрывателем Иоганном Бернулли.

## Примеры
- {\displaystyle \lim _{x\to 0}{\frac {x^{2}+5x}{3x}}=\lim _{x\to 0}{\frac {2x+5}{3}}={\frac {5}{3}}}

- {\displaystyle \lim _{x\to \infty }{\frac {x^{3}+4x^{2}+7x+9}{x^{3}+3x^{2}}}=\lim _{x\to \infty }{\frac {3x^{2}+8x+7}{3x^{2}+6x}}=\lim _{x\to \infty }{\frac {6x+8}{6x+6}}={\frac {6}{6}}=1}
Здесь можно применить правило Лопиталя 3 раза, но можно поступить иначе. Необходимо разделить и числитель, и знаменатель на {\displaystyle x} в наибольшей степени(в нашем случае {\displaystyle x^{3}}). В этом примере получается:
{\displaystyle \lim _{x\to \infty }{\frac {1+4/x+7/x^{2}+9/x^{3}}{1+3/x}}={\frac {1}{1}}=1}
- {\displaystyle \lim _{x\to +\infty }{\frac {e^{x}}{x^{a}}}=\lim _{x\to +\infty }{\frac {e^{x}}{a\cdot x^{a-1}}}=\ldots =\lim _{x\to +\infty }{\frac {e^{x}}{a!}}=+\infty } — применение правила {\displaystyle a} раз;
- {\displaystyle \lim _{x\to +\infty }{\frac {x^{a}}{\ln {x}}}=\lim _{x\to +\infty }{\frac {ax^{a-1}}{\frac {1}{x}}}=a\cdot \lim _{x\to +\infty }{x^{a}}=+\infty } при {\displaystyle a>0};
- {\displaystyle \lim _{x\to +\infty }{\frac {\int \limits _{x}^{+\infty }e^{-t^{2}}dt}{x^{-1}e^{-x^{2}}}}=\lim _{x\to +\infty }{\frac {-e^{-x^{2}}}{-x^{-2}e^{-x^{2}}(1+2x^{2})}}=\lim _{x\to +\infty }{\frac {x^{2}}{1+2x^{2}}}={\frac {1}{2}}}.

## Контрпример
В некоторых ситуациях правило Лопиталя может не дать ожидаемого результата, так как существование предела отношения производных {\displaystyle \lim \limits _{x\to a}{\frac {f'(x)}{g'(x)}}} не вытекает из существования предела отношения самих функций. Пример:
отношение {\displaystyle {\frac {x+\sin(x)}{x}}} имеет предел в бесконечности (единица), но у отношения производных предела нет.

## Следствие
Простое, но полезное следствие правила Лопиталя — признак дифференцируемости функций, состоит в следующем:
Пусть функция {\displaystyle f(x)} дифференцируема в проколотой окрестности точки {\displaystyle a}, а в самой этой точке она непрерывна и имеет предел производной {\displaystyle \lim _{x\to a}f'(x)=A}. Тогда функция {\displaystyle f(x)} дифференцируема и в самой точке {\displaystyle a}, и {\displaystyle f'(a)=A} (то есть, производная {\displaystyle f'(x)} непрерывна в точке {\displaystyle a}).
Для доказательства достаточно применить правило Лопиталя к отношению {\displaystyle {\frac {f(x)-f(a)}{x-a}}}.